# Біскочо боррачо

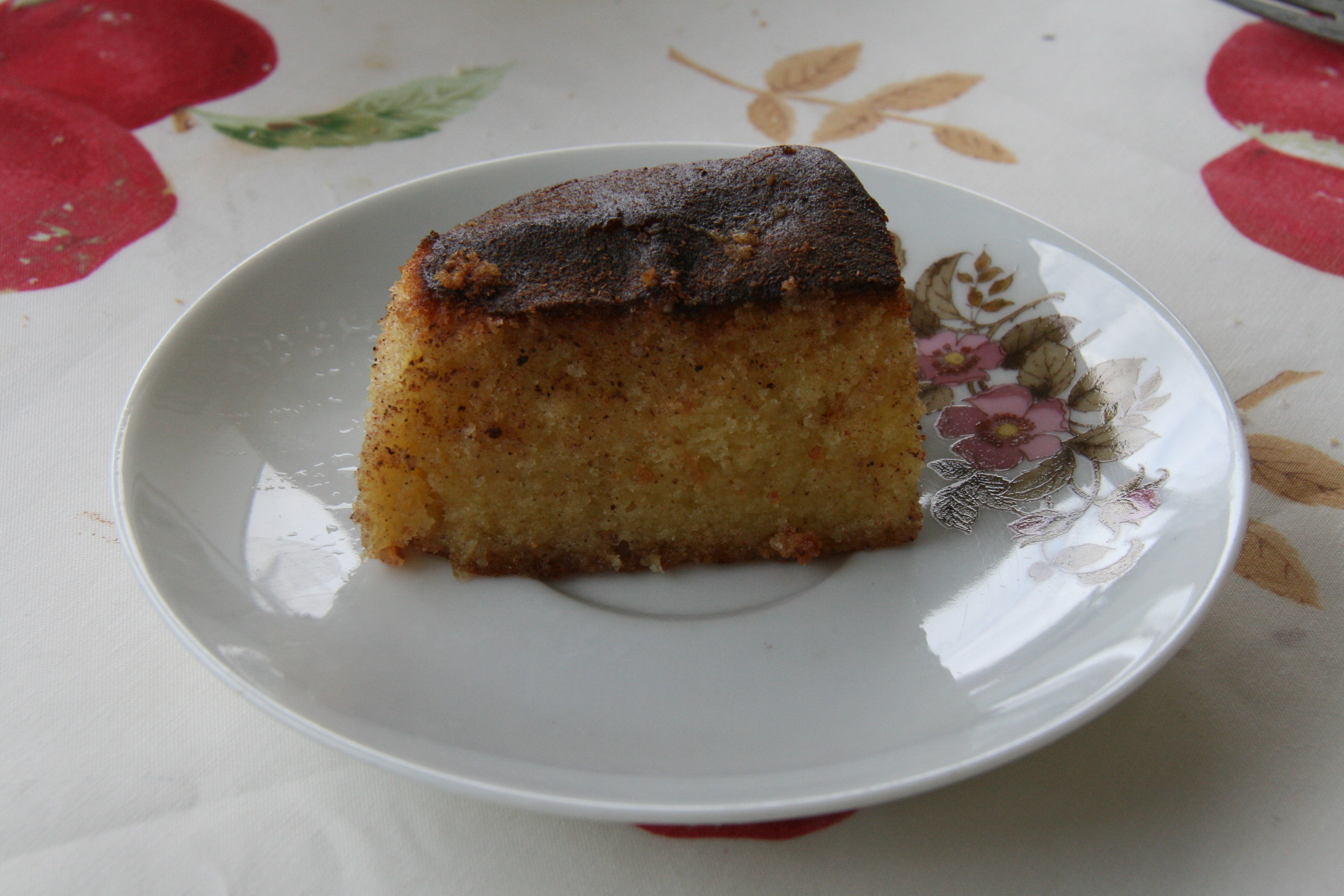
Біскочо боррачо, Альканьїсес (Кастилія-і-Леон, Іспанія)

Біскочо боррачо (ісп. bizcocho borracho — «п'яний бісквіт») — кондитерський виріб, який готується шляхом просочування бісквітної випічки сиропом з лікером.
У Венесуелі його називають п'яним пирогом (ісп. torta borracha). 

## Поширення
Біскочо боррачо часто зустрічається в Іспанії, зокрема в провінції Куенка (Таранкон і Вельїска), в провінції Гвадалахара (Гвадалахара, Тендільо і Когольюдо), в Саморі (Альканісес) і в Охос (Мурсія).

## Приготування
Біскочо боррачо готується подібно до бісквіту, з суміші з яєць, борошна, цукру, дріжджів та води, яка завдяки теплу збільшується в об'ємі при випіканні. Далі, випічка занурюється принаймні на одну годину у сироп, що включає воду, ром та мед, в пропорції індивідуальній для кожного кондитера. Можуть використовуватися і інші напої, в тому числі солодкі білі вина, деякі кріплені вина, такі як херес, коньяк або віскі. Випічка, як правило, має невеликий розмір і зазвичай подаються у маленьких паперових коробках. Залежно від місця виготовлення, її можуть посипати корицею чи цукром.